# Hamptonville
Hamptonville es un área no incorporada ubicada del condado de Yadkin en el estado estadounidense de Carolina del Norte. En el año 2000 tenía una población de 5.901 habitantes. 